# Wyżyna Środkoworosyjska
Wyżyna Środkoworosyjska (ros. Среднерусская возвышенность, Sriednierusskaja wozwyszennost) – wyżyna na terytorium Rosji i Ukrainy. 
Leży w środkowej części Niżu Wschodnioeuropejskiego, w Rosji i częściowo na Ukrainie, pomiędzy Niziną Naddnieprzańską na zachodzie i Niziną Ocko-Dońską na wschodzie.
Zbudowana ze skał osadowych (wapieni, piaskowców, margli), przykrytych na północy utworami lodowcowymi, na południu warstwą lessów. Rozcięta głębokimi dolinami rzek (dopływów Oki, Donu, Dońca i Dniepru), powierzchnia wznosi się maksymalnie do 293 m n.p.m.
Klimat umiarkowany ciepły, w dużym stopniu kontynentalny. Naturalną roślinnością są lasy liściaste (na północy) i stepy (na południu). Wyżyna Środkoworosyjska jest krainą rolniczą, uprawia się m.in.: pszenicę, kukurydzę, buraki cukrowe.
Eksploatuje się: węgiel brunatny, rudy żelaza, fosforyty. Główne miasta: Kursk, Orzeł, Tuła, Kaługa. Na południu granicy regionu leży Charków.